# Qena
Qena (àrab: قنا, Qinā; copte: ⲕⲱⲛⲏ, Kone, abans Ikna i Cainèpolis) és una ciutat d'Egipte, capital de la governació homònima, situada a la riba oriental del Nil. Està propera a les ruïnes de Denderah. La seva prosperitat es deu al canal entre Qena i la mar Roja, que modernament permet el tràfic de l'alt Egipte cap a la mar Roja, i també al turisme. El 19675 tenia 40.000 habitants i estimada el 2006 de més de 201.000 habitants.

## Història
El non egipci era Kuna. Fou l'antiga Kaine (grec antic: Καινή, derivat de Kuna, però alhora significant ‘(ciutat) nova’) del període clàssic, que va originar el joc de paraules Cainèpolis, que vol la ‘ciutat nova’; els romans l'anomenaren Caene. És possible que al segle iii hagués rebut el nom de Maximianòpolis. Sota domini bizantí la ciutat no fou esmentada en cap moment.
Conquerida pels àrabs apareix una kura de Kuna a l'est del Nil entre la de Faw al nord i la de Kift al sud, i enfront de Dandara de la que estava separada pel riu. Al-Yaqubí la descriu com una petita vila en decadència, abandonada pels seus habitants a causa de les ràtzies dels beduïns i altres bandits. Quan sota Abu-Tamim Muadh ibn adh-Dhàhir al-Mustànsir bi-L·lah (1035–1094) es va fer una nova divisió provincial la seu de la circumscripció (amal) es va establir a Kuş. Al-Yakuti li dedica una nota curta i Abu l-Fida ni l'esmenta el que indica que durant els següents dos segles va romandre sense gaire importància.
Però la tomba del sant Abd al-Rahim ibn Ahmad ibn Hadjdjun (descendent de Jàfar as-Sàdiq i nascut a Ceuta, mort el 1196) hi va portar pelegrins a partir del segle xiii. Posteriorment s'esmenten dues madrasses al segle xiv i alguns ribats o hospicis per pelegrins. Sota domini otomà a partir del 1517, fou residència d'un kashif, i fou punt de sortida de les caravanes que anaven a Kusayr (que va substituir a la ruta entre Kuş i Aydhab que al seu torn havia agafat la ruta clàssica Coptos-Berenice) que no sols eren pel comerç sinó que portaren milers de pelegrins a l'Hedjaz.
Muhammad Ali va fer inspeccionar els pous de la ruta Kuna-Kusayr i en va ordenar fer de nous i procurar que els existents no manquessin mai d'aigua aprofundint-los si calia. Encara que havia anat prosperant a poc a poc no va adquirir una posició important fins a l'època moderna quan finalment va pujar al rang de capital provincial.